# Elżbieta Kowalewska
Elżbieta Pelagia Kowalewska, z domu Herszaft (ur. 2 września 1905 we Lwowie, zm. 29 kwietnia 1967 w Warszawie) – polska aktorka teatralna.

## Życiorys
W 1927 ukończyła Oddział Dramatyczny Państwowego Konserwatorium Muzycznego w Warszawie. W latach 1927–1933 pracowała w teatrach warszawskich: Praskim, Ateneum, Polskim. W latach 1933–1934 była aktorką Teatru im. Juliusza Słowackiego w Krakowie. W latach 1934–1939 występowała w Warszawie (Teatr Kameralny) i Krakowie (Teatr im. Juliusza Słowackiego).
W okresie II wojny światowej przebywała w Warszawie, gdzie pracowała jako kelnerka w kawiarni Sztuka oraz zajmowała się drobnym handlem. Pomagała w ukrywaniu Żydów – uciekinierów z warszawskiego getta. W jej mieszkaniu znajdował się punkt kontaktowy.
W 1945 zamieszkała w Kielcach, gdzie uczestniczyła w odbudowie życia kulturalnego. Po pogromie kieleckim wróciła do Warszawy i grała na scenach teatrów: Studio Teatr MO, Miejskie Teatry Dramatyczne, Teatr Narodowy. W latach 1952–1959 aktorka Teatru im. Jaracza w Olsztynie i Teatru im. Bogusławskiego w Kaliszu.

## Życie prywatne

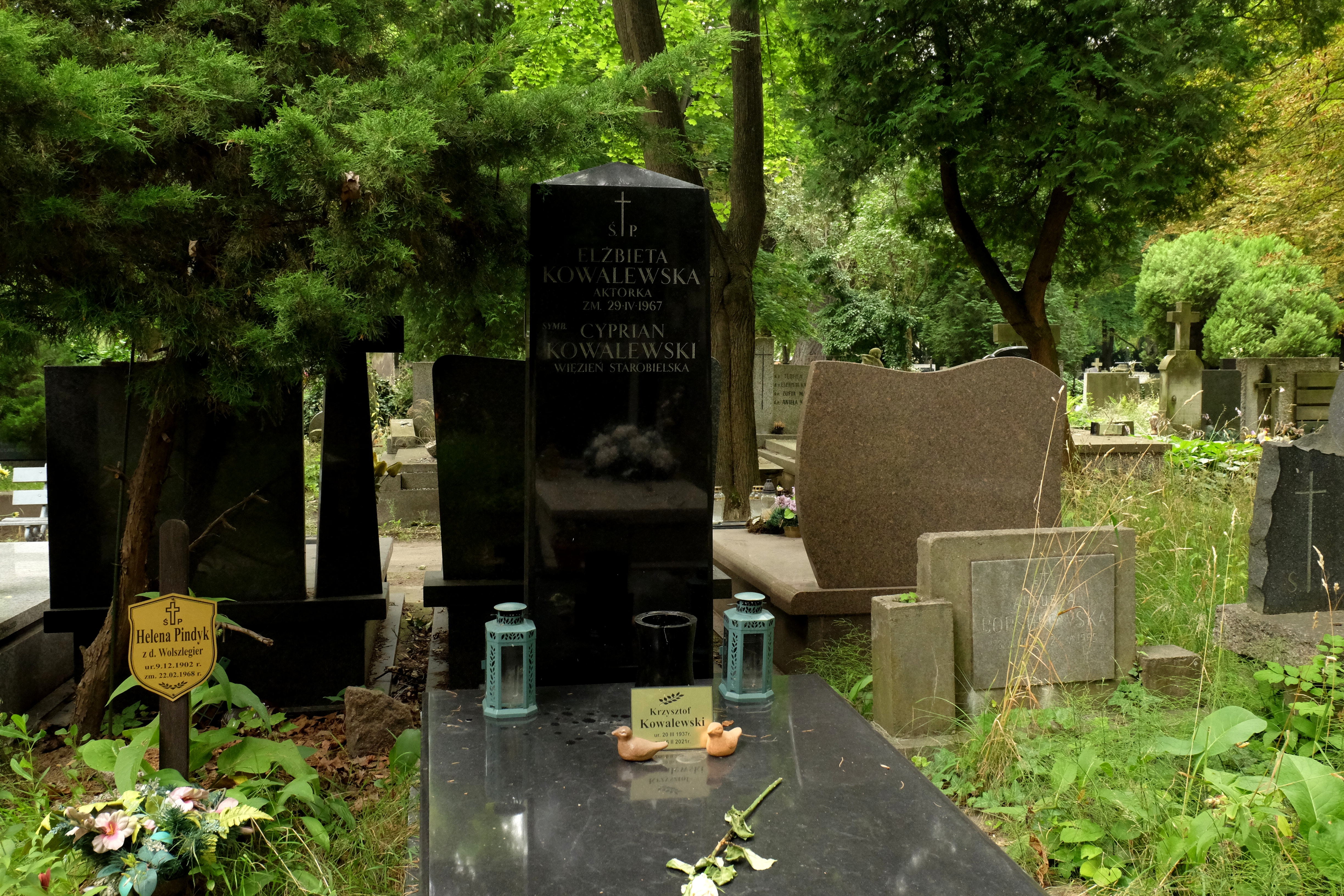
Grób Elżbiety Kowalewskiej i jej syna Krzysztofa Kowalewskiego na Cmentarzu Powązkowskim w Warszawie

Elżbieta Kowalewska pochodziła z rodziny żydowskiej. Zgodnie z zapisami w akcie małżeństwa była córką Szabtaja (Mariana) i Ity (Stefanii) Herszaftów. Jej bratem był malarz Adam Herszaft. W okresie międzywojennym używała także nazwiska Czaharska/Czahurska i imienia Lidia. 
Jej mężem był Cyprian Leon Kowalewski, ekonomista, dyrektor fabryki papieru w Jeziornie, weteran wojny polsko-bolszewickiej i III powstania śląskiego. Zmobilizowany został w 1939 jako oficer rezerwy w stopniu podporucznika i po kampanii wrześniowej znalazł się w niewoli radzieckiej. Przebywał w obozie w Starobielsku i został zamordowany przez NKWD w Charkowie. Ich synem był aktor Krzysztof Kowalewski.
Jej wieloletnim partnerem życiowym po śmierci męża był dyrektor teatrów, reżyser i aktor, Mieczysław Winkler.